# Мессершмидт, Франц Ксавер
Франц Ксавер Ме́ссершмидт (нем. Franz Xaver Messerschmidt; 6 февраля 1736, Визенштайг — 19 августа 1783, Пресбург, ныне Братислава) — немецко-австрийский скульптор, прославившийся необычными «хара́ктерными головами» (нем. Charakterkopfe) — бюстами с весьма причудливой гротескной, конвульсивной мимикой.

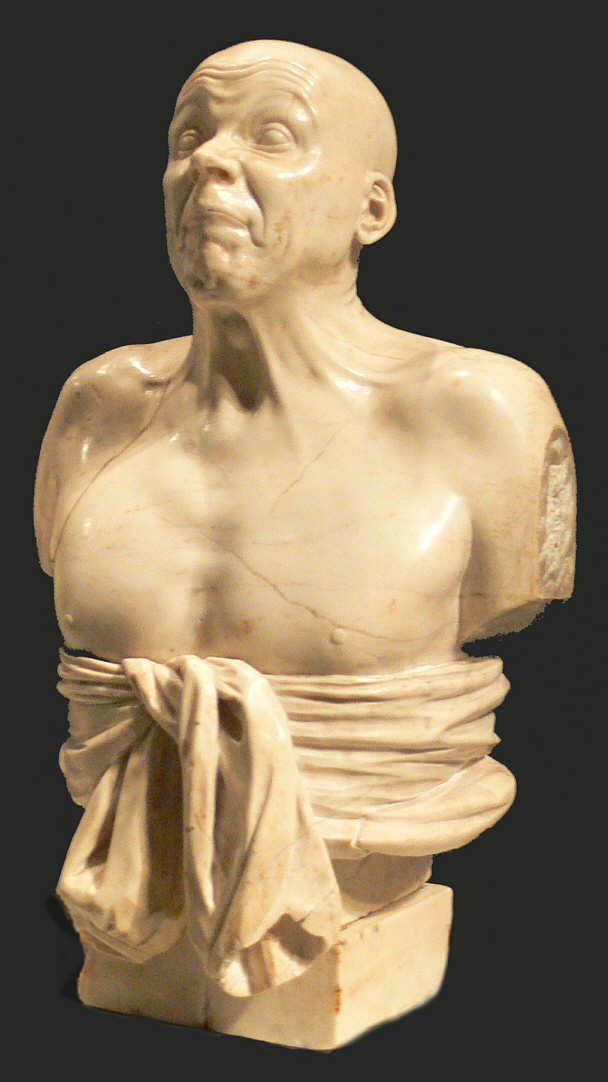
Демокрит. Алебастр. Земельный музей, Штутгарт

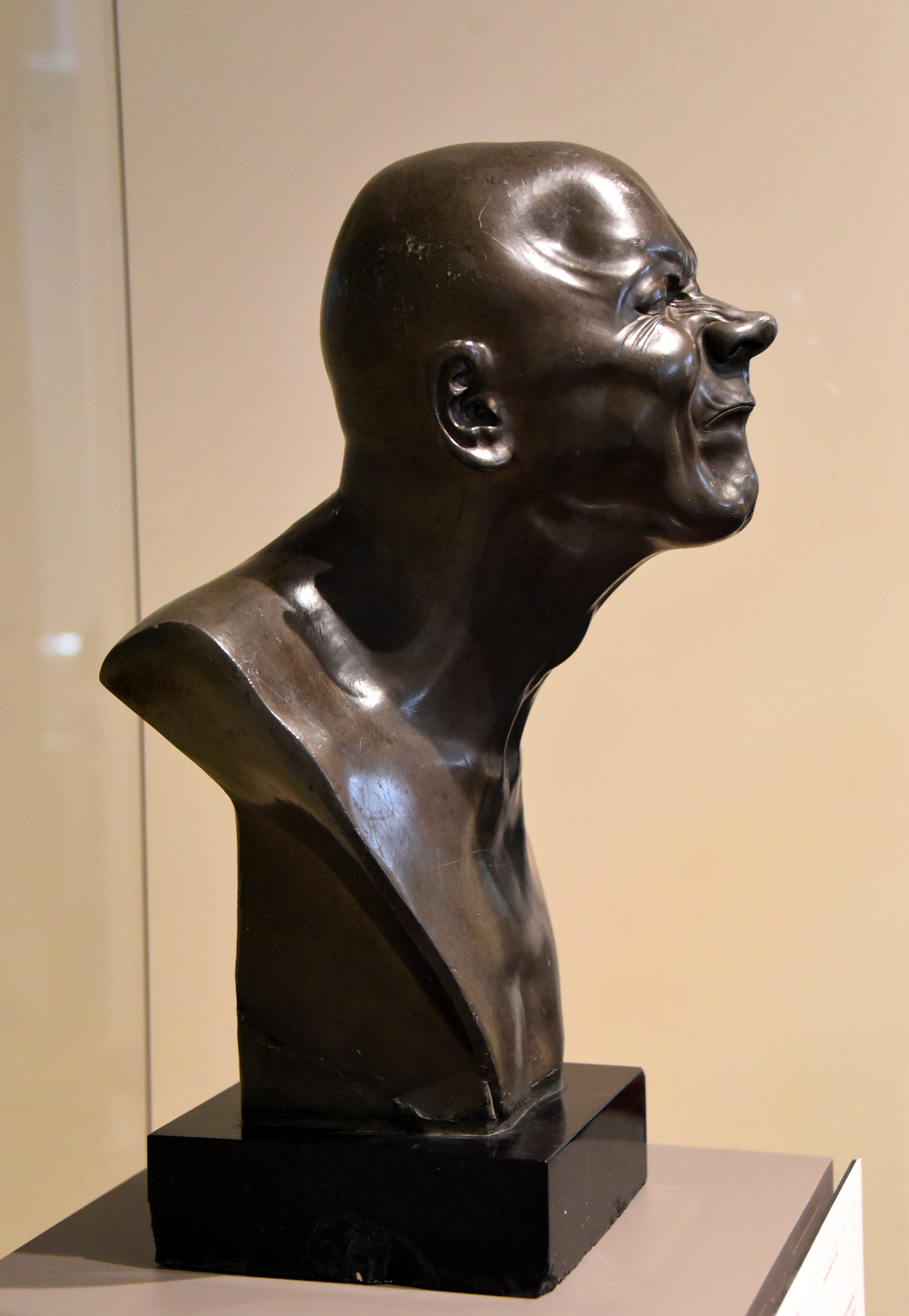
Сильный запах (Клювонос). 1770—1781. Бронза. Музей Виктории и Альберта, Лондон

## Биография
Франц Ксавер Мессершмидт, сын кожевенных дел мастера Иоганна Георга (1669—1746), родился 6 февраля 1736 года в юго-западном городе баварского Визенштайга, расположенном в регионе Баден-Вюртемберг в Германии, вырос в Мюнхене, в доме своего дяди Иоганна Баптиста Штрауба (1704—1784), придворного скульптора в Мюнхене, который стал его первым учителем. Его брат — Иоганн Адам Мессершмидт (?— 1794) также был известным скульптором. Франц Ксавер провёл два года в Граце, в мастерской другого дяди по материнской линии, скульптора Филиппа Якоба Штрауба (1706—1774).
В конце 1755 года он поступил в Венскую Академию изобразительных искусств, где учился у Якоба Шлеттерера. Окончив академию, он получил работу в императорской коллекции оружия. Здесь, в салоне здания, в 1760-63 годах он создал свои первые известные произведения искусства: бронзовые бюсты императорской четы и рельефы, изображающие наследника короны и его супругу. С этими произведениями он присоединился к придворному позднебарочному искусству, которое находилось под определяющим влиянием Бальтазара Фердинанда Моля, а также Мартина Мейтенса Младшего. К этому же направлению относятся две крупные оловянные статуи, изображающие императорскую чету, заказанные Марией Терезией Австрийской и выполненные между 1764 и 1766 годами. Помимо некоторых других портретов, сохранились несколько статуй, заказанных принцессой Савойской.
В 1765 году он совершил поездку в Рим. Работы скульптора начала 1770-х годов тяготеют к классицизму — известен, в частности, бюст известного медика Франца Антона Месмера, явно навеянный впечатлениями от бюстов древнеримских императоров.
Примерно в то же время, в 1770—1772 годах, Мессершмидт начал работать над своими так называемыми «хара́ктерными головами» (нем. Charakterkopfe) — бюстами с весьма причудливой, искажённой, конвульсивной мимикой (название было предложено позднее, в частности, Эрнстом Крисом). Эти странные произведения связаны с определёнными параноидальными идеями и галлюцинациями, от которых в начале семидесятых годов мастер якобы начал страдать. В эти годы Мессершмидт всё более и более расходился со своими ранними эстетическими представлениями. Его материальное положение ухудшилось до такой степени, что в 1774 году, когда он подал заявку на недавно освободившуюся должность ведущего профессора в академии, где он преподавал с 1769 года, вместо того, чтобы получить её, его исключили из преподавательской деятельности совсем. В письме императрице граф Кауниц похвалил способности Мессершмидта, но предположил, что характер его болезни (называемой «спутанностью в голове») сделает такое назначение пагубным для учреждения.
Позже предполагалось, что Мессершмидт страдал болезнью Крона, хроническим воспалением желудочно-кишечного тракта, которое может вызывать боли, достаточно сильные, чтобы порождать галлюцинации. Однако его болезненное состояние не подтверждено авторитетными источниками..
Ожесточённый, Мессершмидт покинул Вену, переехав в свою родную деревню Визенштайг, а оттуда, в том же году, в Мюнхен. Два года он ждал обещанного заказа и постоянной работы при дворе. В 1777 году он отправился в Пресбург (ныне Братислава), где его брат Иоганн Адам работал скульптором. Там он провёл последние шесть лет своей жизни. Получив возможность прибрести дом с мастерской, он посвятил себя своим «характерным головам».
В 1781 году немецкий писатель Кристоф Фридрих Николаи, известный своими полемическими и сатирическими сочинениями, посетил Мессершмидта в его студии в Пресбурге и впоследствии опубликовал стенограмму их разговора. Отчет Николаи об их встрече является ценным источником, поскольку это единственный документ, в котором подробно излагаются рассуждения Мессершмидта, лежащие в основе его работы. Мессершмидт придумал серию щипков, которые он наносил себе на правое нижнее ребро. Наблюдая за получившимися выражениями лица в зеркале, приступал к их фиксированию в мраморе и бронзе. Он сообщил Николаи, что его намерением было изобразить 64 «канонические гримасы» человеческого лица, используя самого себя в качестве модели.
Скульптор также объяснял свои эксцентричные идеи воздействием сочинений Гермеса Трисмегиста (Николаи отметил, что среди немногих вещей, которые были разбросаны в мастерской Мессершмидта, была копия иллюстрации с изображением Трисмегиста) и придерживался его учений относительно стремления к «универсальному равновесию». Мессершмидт также утверждал, что его «головы» вызвали гнев «Духа пропорции», древнего существа, которое охраняло учение Трисмегиста о «золотой пропорции» как основы мировой гармонии. Дух якобы посещал его ночью и заставлял «выдерживать унизительные пытки». Одна из самых известных голов Мессершмидта (Клювоносый), по-видимому, была вдохновлена одной из таких встреч со злобным духом.
Серия «гримас» изначально включала примерно пятьдесят два алебастровых бюста, некоторые из которых сохранились только в виде гипсовых слепков или известны по фотографиям и литографиям. Названия, под которыми бюсты известны по каталогу выставки 1794 года, возможно, были придуманы только после смерти скульптора. Неизвестно также, прикрепил ли сам художник к этим бюстам номера, соответствующие позднейшему каталогу. Австрийская галерея в Верхнем Бельведере в Вене имеет самую большую коллекцию произведений Мессершмидта. Двенадцать из этих экспонатов представлены в постоянной экспозиции.
Творчество Мессершмидта «относят и к классицизму, и к барокко, и даже к рококо. Но в его работе определяющими были натуралистические тенденции… Его странные и эксцентричные идеи, к тому же, перекликаются с эстетикой эпохи Просвещения во Франции». Именно «характерные головы» оказались, в конечном итоге, наиболее замечательной частью творческого наследия Мессершмидта. 28 января 2005 года одна из «голов» была продана на аукционе Сотби за рекордную сумму в 4 800 000 долларов США и приобретена в собрание Лувра.

## Характерные головы

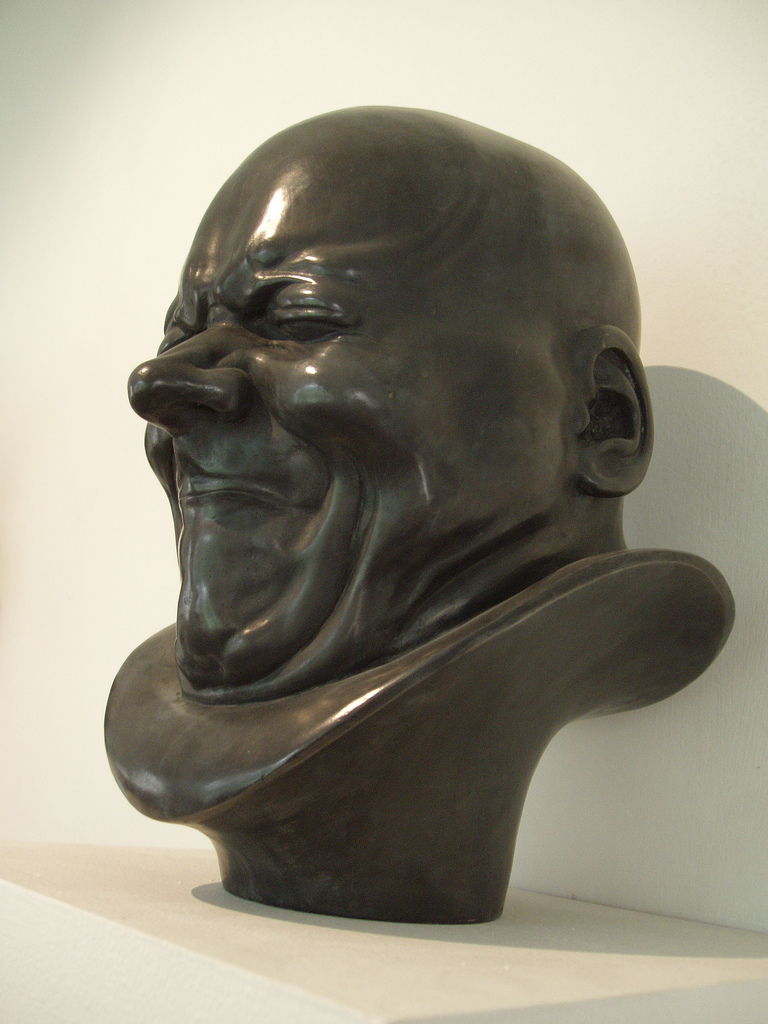
Сдержанный смех
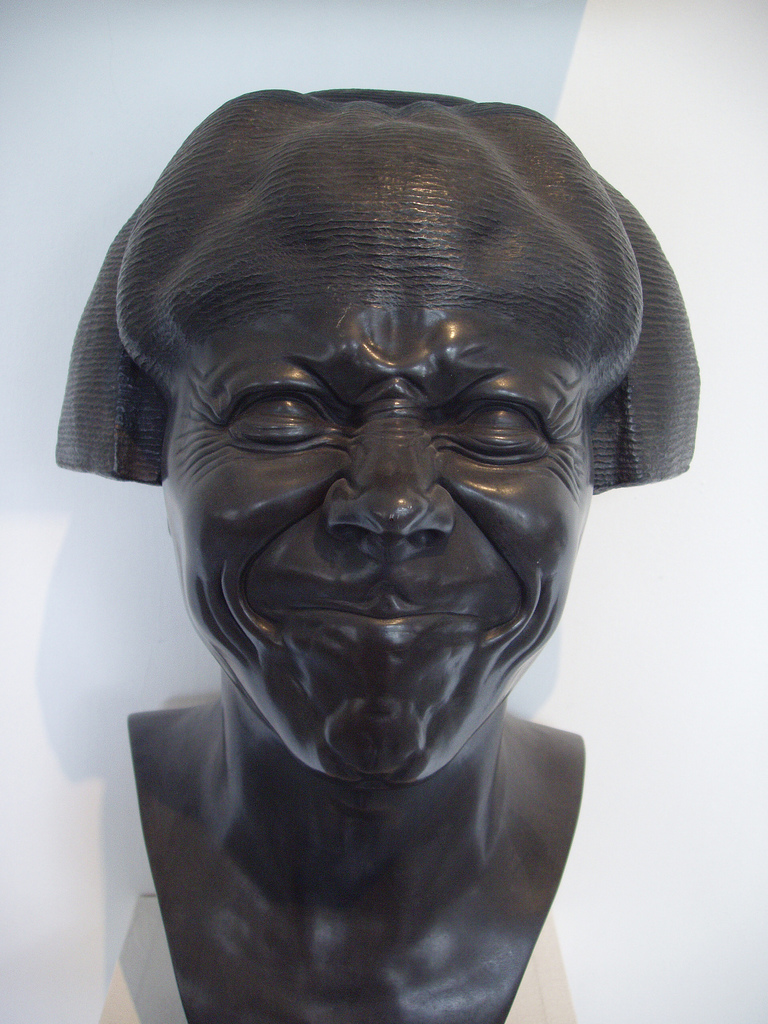
Тяжело раненый человек
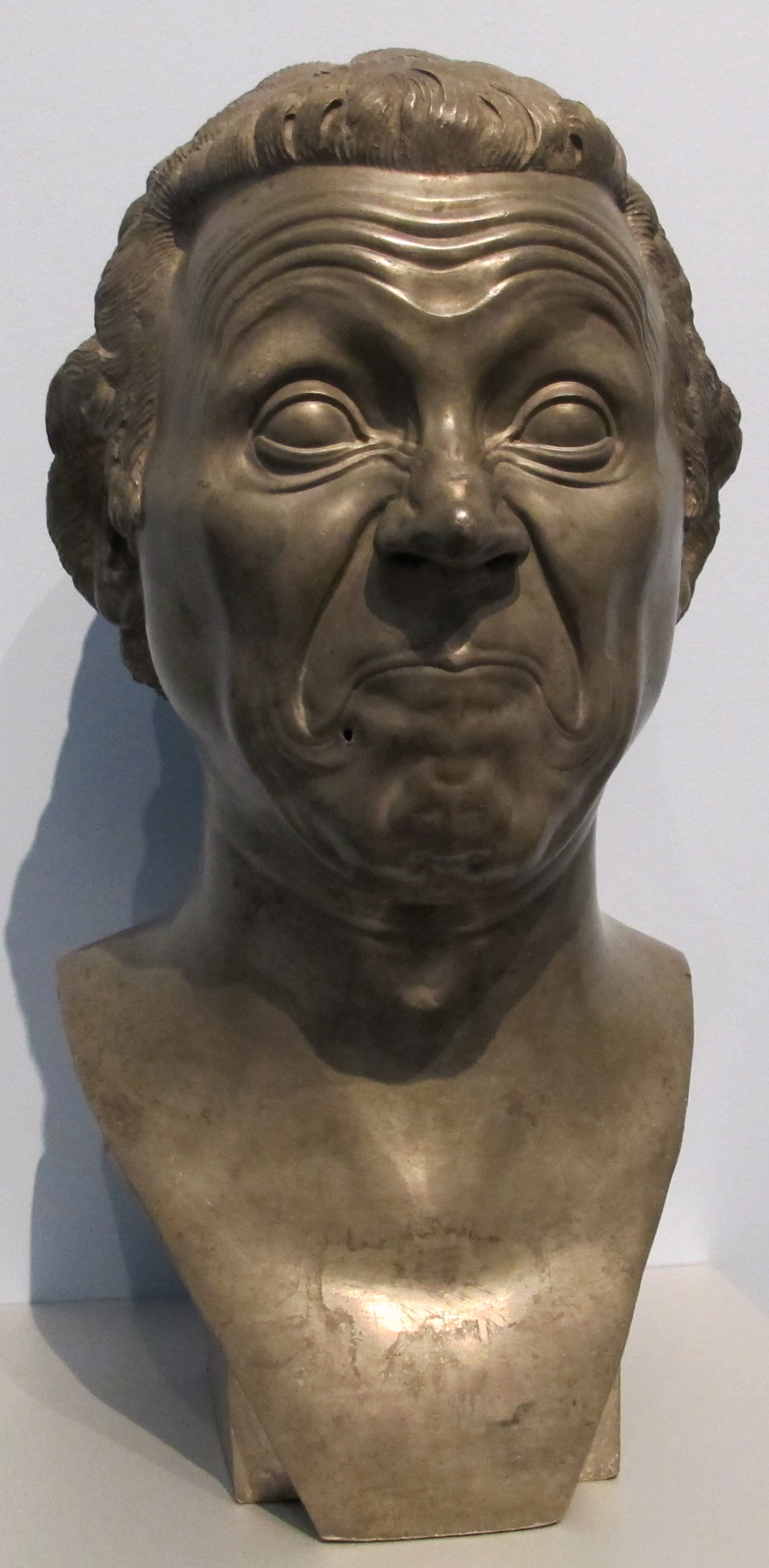
Сатирик
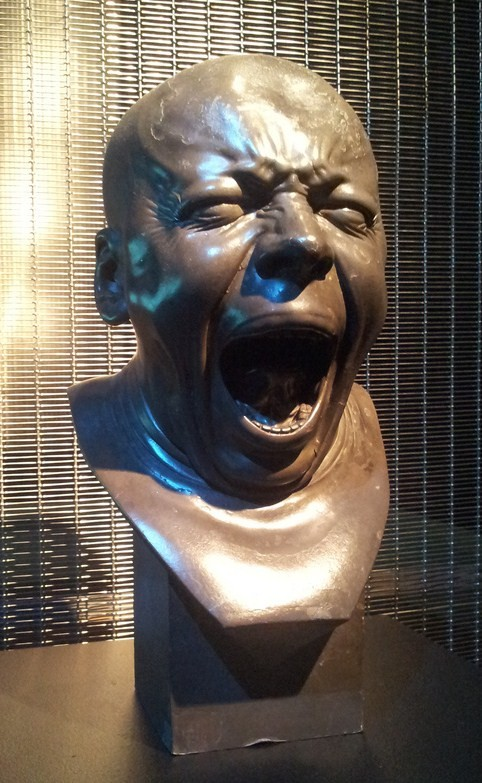
Зевающий
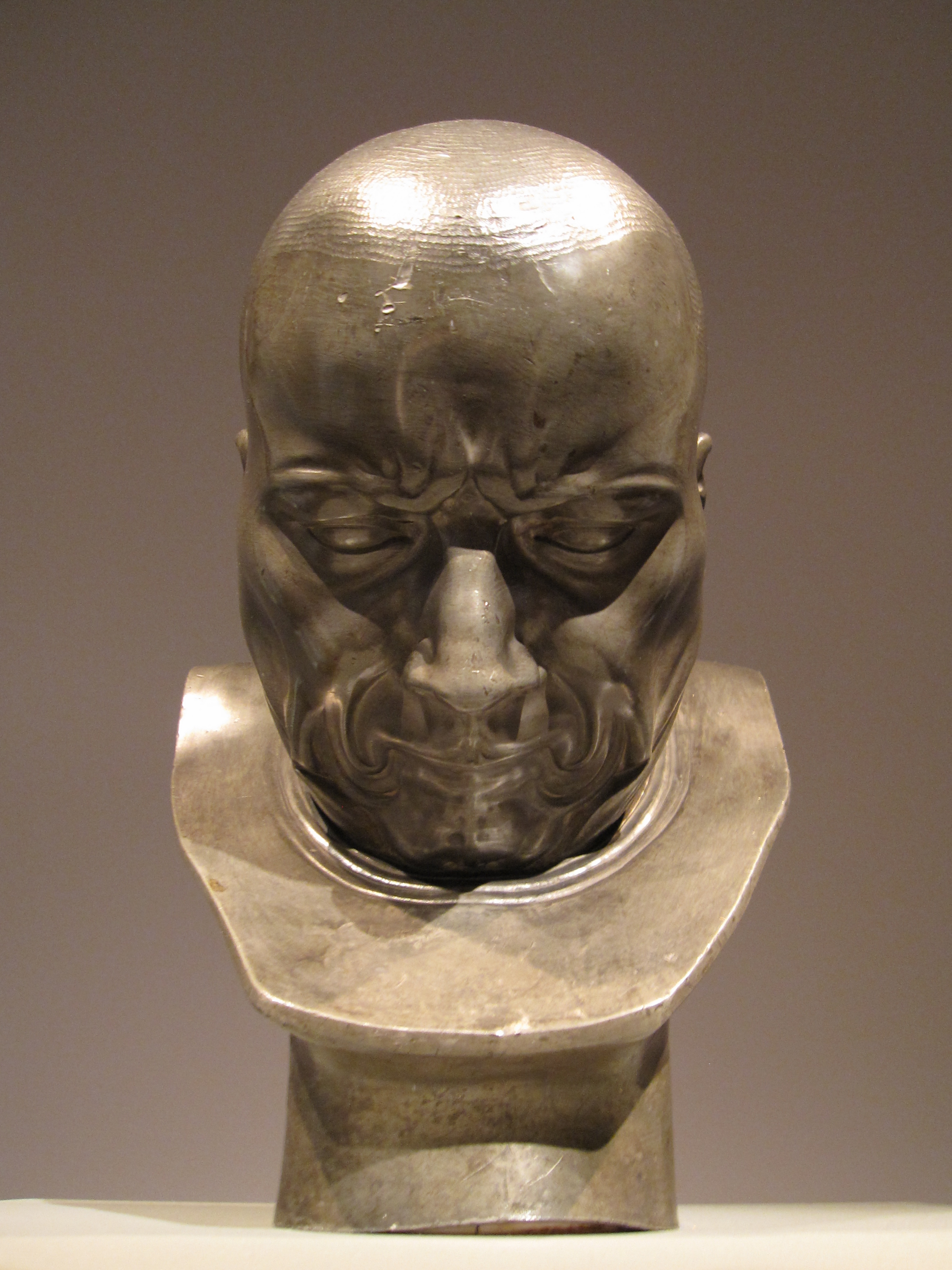
Лицемер и клеветник
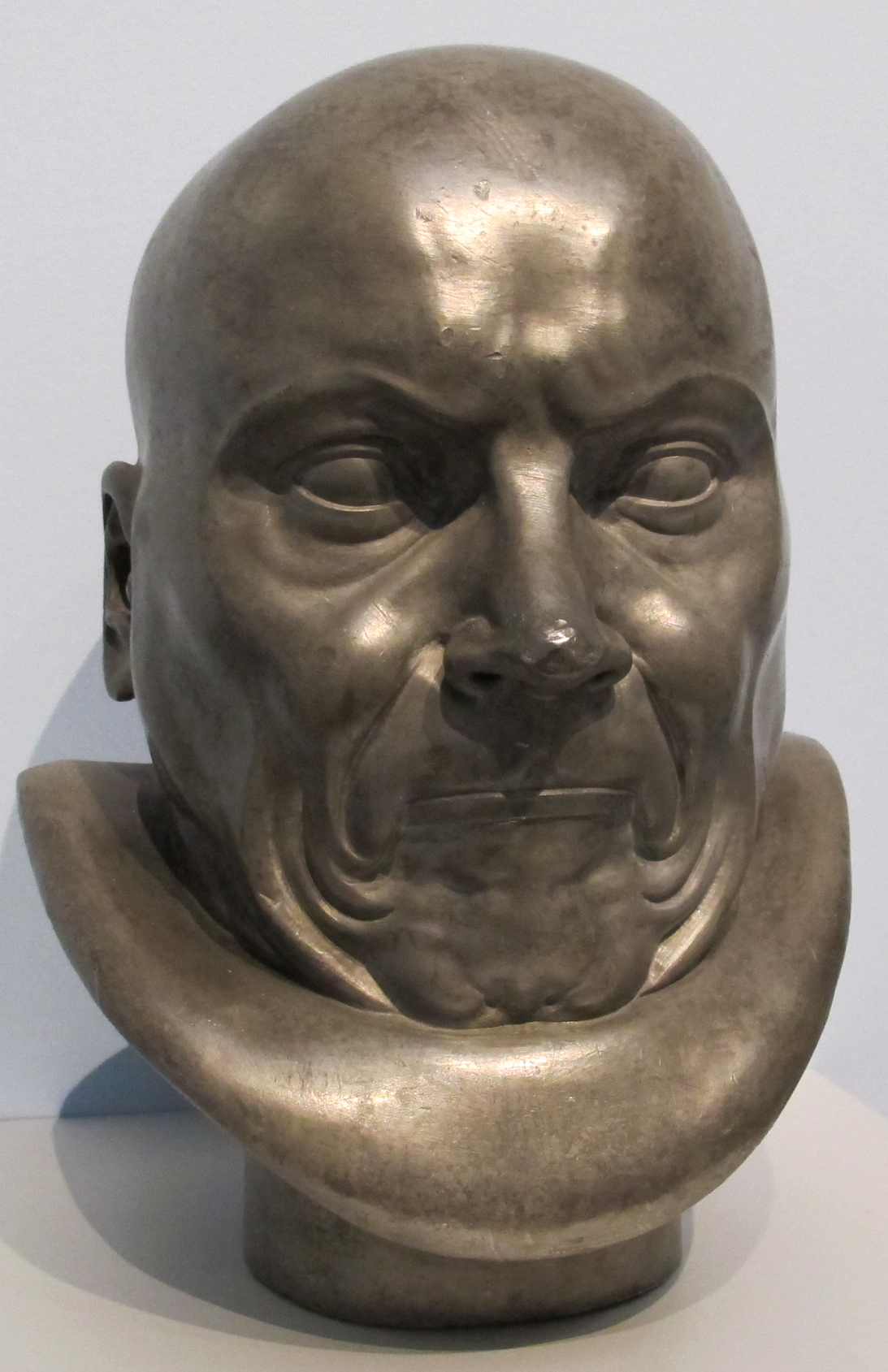
Простак
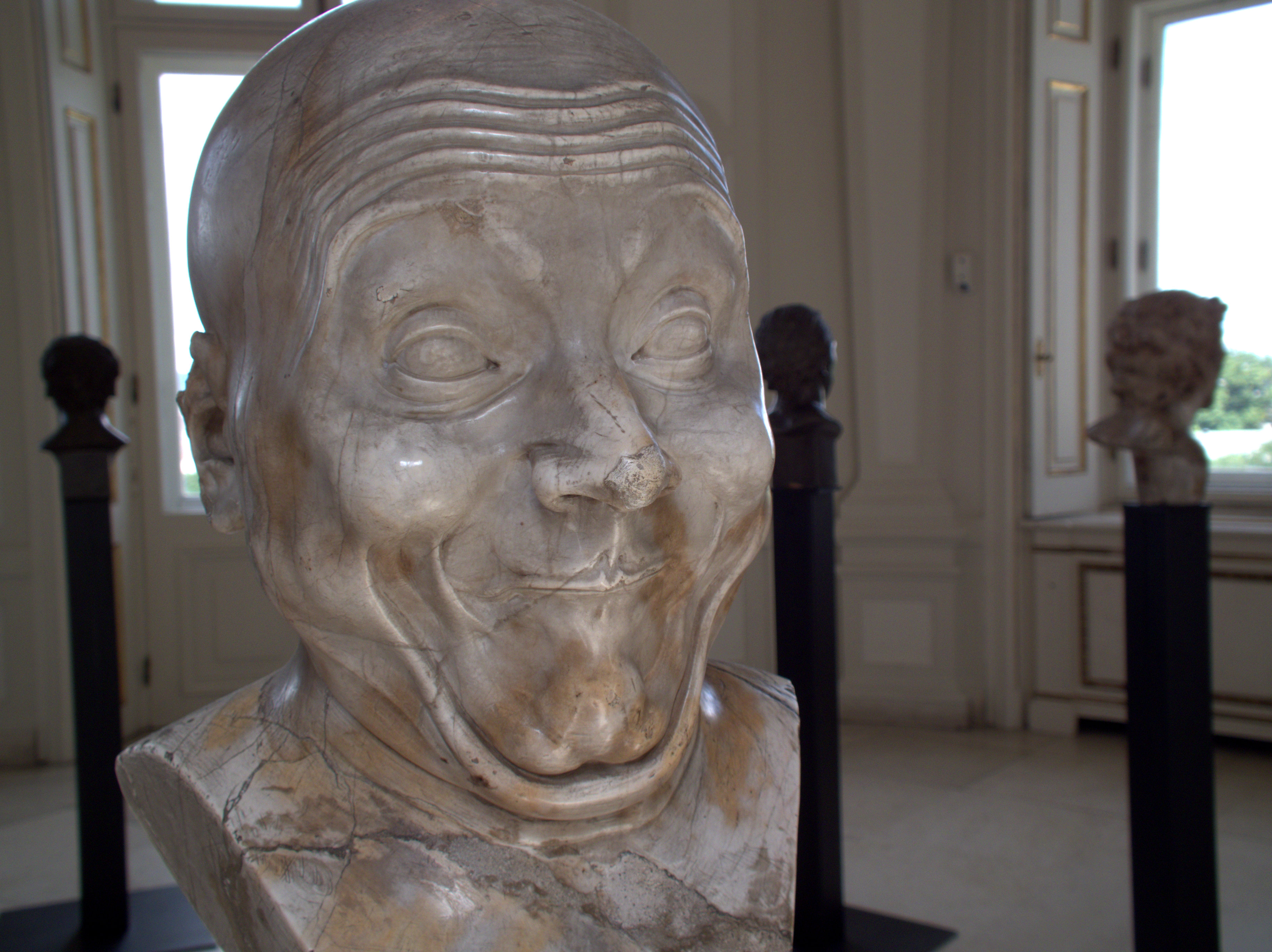
Болезнь запора
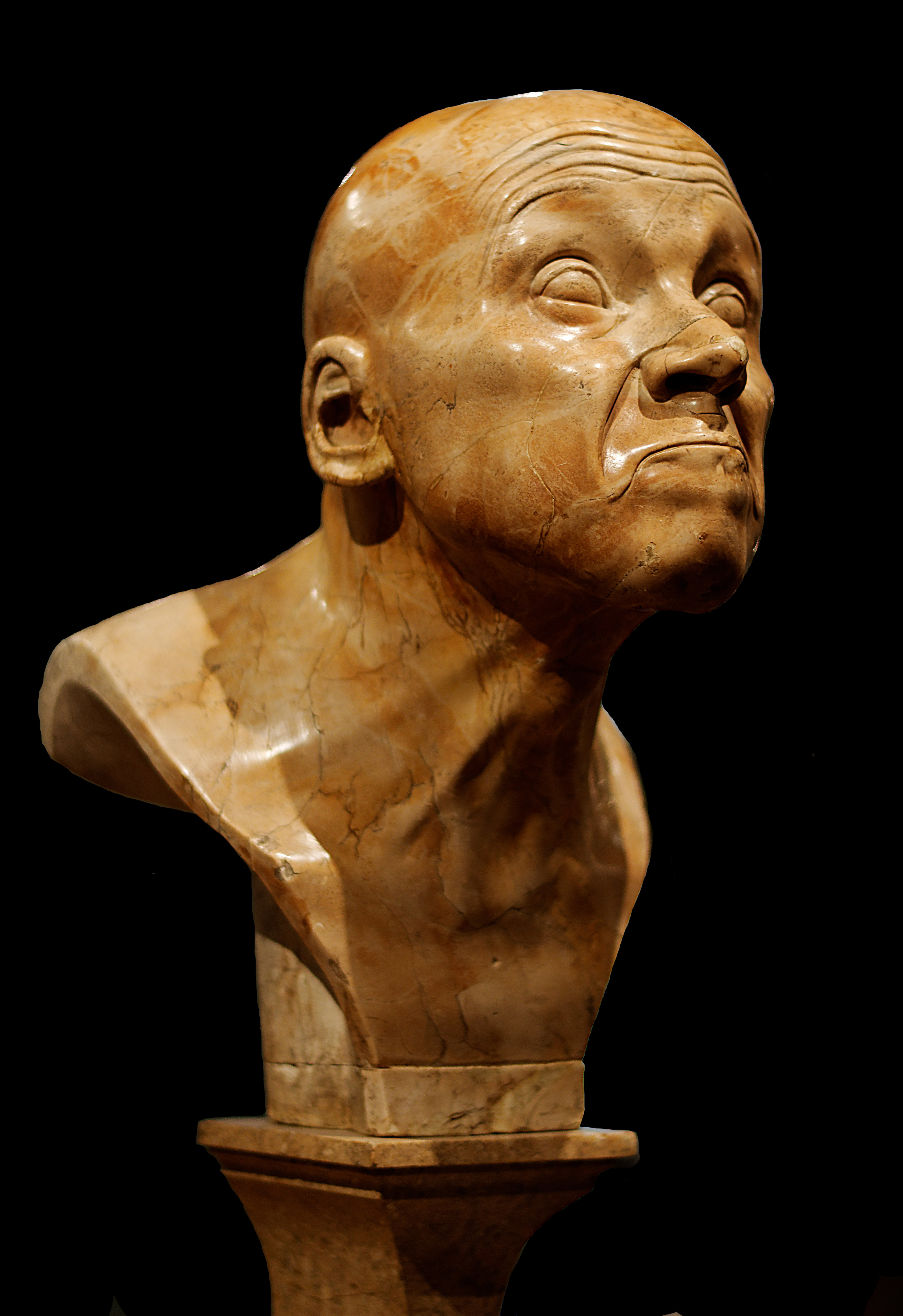
Простота в высшей степени